# Eurovision Young Musicians 2004
Der 12. Eurovision Young Musicians (EYM) fand 2004 im Kultur- und Kongresszentrum in Luzern statt. Es gewann die französische Geigerin Alexandra Soumm, welche für Österreich startete. Erstmals konnte ein Land seinen Sieg wiederholen.

## Teilnehmer

Länder, die 2004 teilgenommen haben
Länder, die bereits im Halbfinale ausgeschieden sind
Länder, die in der Vergangenheit teilgenommen haben, jedoch nicht 2004

Es nahmen 17 Länder teil, 3 weniger als bei der letzten Austragung. Belgien kehrte zwar zurück, jedoch zogen sich Dänemark, Italien, Lettland und Tschechien wieder vom Wettbewerb zurück. Albanien war zwar als 18. Teilnehmer geführt und trat auch im ersten Semifinale an, nahm schlussendlich jedoch nicht teil.

### Zurückkehrende Teilnehmer
Mit Vilde Frang Bjærke für Norwegen und Andreas Joannidis für Zypern kehrten zwei Interpreten zum Wettbewerb zurück.
| Land     | Teilnehmer         | Bisherige Teilnahmen |
| -------- | ------------------ | -------------------- |
| Norwegen | Vilde Frang Bjærke | 2002                 |
| Zypern   | Andreas Joannidis  | 2002                 |

## Format
Jedes Land schickt einen Musiker, welcher nicht älter als 19 Jahre ist, zum Wettbewerb. Dieser spielt dann ein Instrument und stellt mit diesem ein Stück vor. Da die Anzahl der Teilnehmer den Zeitrahmen für ein Finale sprengen würde, gab es zwei Halbfinale.
Eine professionelle Jury entscheidet, welche acht Länder am Finale auftreten werden. Die Jury entscheidet daraufhin ebenfalls über die ersten drei Plätze dort. Folgende Juroren saßen 2004 in der Jury:
- Michael Haefliger (Vorsitzender)
- Harold Clarkson
- Mihaela Ursuleasa
- Bruno Giuranna
- Milan Turković
- / Harvey Sachs

## Halbfinale
Folgende Länder schieden in den zwei Halbfinalen aus:
| Land                   | Teilnehmer          | Instrument |
| ---------------------- | ------------------- | ---------- |
| Belgien                | Philippe Ivanov     | Klavier    |
| Finnland               | Tuomas Lehto        | Cello      |
| Griechenland           | Joánna Gaitáni      | Violine    |
| Kroatien               | Kajana Pačko        | Cello      |
| Niederlande            | Felicia van den End | Querflöte  |
| Rumänien               | Diana Jipa          | Violine    |
| Slowenien              | Marina Golja        | Marimba    |
| Schweden               | Andrej Power        | Violine    |
| Vereinigtes Königreich | Nicola Benedetti    | Violine    |
| Zypern                 | Andreas Joannidis   | Cello      |

## Finale
Das Finale fand am 27. Mai statt. Es nahmen 7 Länder teil, wobei nur die ersten drei Plätze bekanntgegeben wurden.
| Platz | Startnr. | Land        | Interpret             | Instrument | Stück                                                          |
| ----- | -------- | ----------- | --------------------- | ---------- | -------------------------------------------------------------- |
| 1.    | 1        | Österreich  | Alexandra Soumm       | Violine    | Violin Concerto No.1 (1st Movement) von Niccolò Paganini       |
| 2.    | 2        | Deutschland | Koryun Asatryan       | Saxophon   | Pequeña Czarda von Pedro Iturralde                             |
| 3.    | 3        | Russland    | Dinara Nadzhafova     | Klavier    | Piano Concerto No.2 (3rd Movement) von Camille Saint-Saëns     |
| –     | 4        | Polen       | Agnieszka Grzybowska  | Schlagzeug | Concerto for Marimba and Strings von Ney Rosauro               |
| –     | 5        | Estland     | Jaan Kapp             | Klavier    | Piano Concerto No.2 (3rd Movement) von Sergei Rachmaninoff     |
| –     | 6        | Schweiz     | Giuliano Sommerhalder | Trompete   | Trumpet concerto No.2 (2nd and 3rd movement) von André Jolivet |
| –     | 7        | Norwegen    | Vilde Frang Bjærke    | Violine    | Violin Concerto (3rd movement) von Jean Sibelius               |

## Übertragung
Folgende Fernsehstationen übertrugen die Veranstaltung:
| Land                      | Sender              |
| Teilnehmende Länder       | Teilnehmende Länder |
| ------------------------- | ------------------- |
| Belgien                   | VRT                 |
| Belgien                   | RTBF                |
| Dänemark                  | DR                  |
| Deutschland               | ZDF                 |
| Estland                   | ETV                 |
| Finnland                  | Yle TV1             |
| Griechenland              | ERT                 |
| Niederlande               | NOS                 |
| Norwegen                  | NRK                 |
| Österreich                | ORF                 |
| Polen                     | TVP2                |
| Schweden                  | SVT                 |
| Schweiz                   | SRG SSR             |
| Slowakei                  | STV                 |
| Slowenien                 | RTV SLO             |
| Vereinigtes Königreich    | BBC                 |
| Zypern                    | CyBC                |
| Nicht teilnehmende Länder |                     |
| Australien                |                     |
| Island                    | RÚV                 |
| Kanada                    |                     |
| Malta                     | PBS                 |
| Tschechien                | ČT                  |